# Sant Vincenç (Erau)
Sant Vincenç d'Olargues (en francès Saint-Vincent-d'Olargues) és un poble occità del Llenguadoc, situat a la part septentrional del departament de l'Erau a la regió Occitània.